# Незнайомці
Незнайомці (англ. The Strangers) — американський фільм жахів і трилер 2008 року, режисером та автором сценарію якого є Брайан Бертіно. У головних ролях знялися Лів Тайлер, Скотт Спідман. У США фільм було презентовано 30 травня 2008 року.

## Сюжет
Події фільму засновані на реальних подіях.
У ніч із 11 на 12 лютого 2005 року Крістен і Джеймс повертаються додому після літньої відпустки та відвідин вечірки, присвяченій заручинам їхніх друзів. Джеймс робить Крістен пропозицію одружитися, проте жінка відмовляє чоловікові, вважаючи, що неготова до таких змін. Джеймс везе кохану до віддаленого будинку свого батька, який він підготував для приїзду дівчини. Раптово у двері стукає дівчина, що питає, чи не проживає у них Тамара. Білявка дивно поводиться й Крістен переймається, чи не потрібна була їй допомога. Втім, дівчина йде, коли їй повідомляють, що вона помилилася будинком.
Джеймс їде в магазин по цигарки, зателефонувавши другові, що має забрати його, як тільки прокинеться, з батькового будинку. Залишившись сама, Крістен чує, як хтось починає шалено стукати в двері. Вона ставить на зарядження свого мобільного телефона й телефонує з міського номера Джеймсові й просить його поспішити. Потім на задньому плані показано, як незнайомець у масці проходить у будинок за спиною Крістен. Дівчина відсуває фіранку й бачить незнайомця в масці навпроти себе. У двері й вікна продовжують шалено калатати. Вона ховається в спальній кімнаті й ненароком ранить лампою руку. До кімнати хтось наближається — Джеймс повернувся додому. Крістен розповідає, що відбулося, доки його не було. Вони разом перевіряють будинок і переконуються в тому, що там нікого нема. Тим часом мобільний телефон Крістен незнайомець закинув вогнище каміну.
Джеймс поспішає до автівки по власний телефон, та скло машини розбивають, а з обох боків на нього насуваються люди в масках. Потім двері будинку починають ламати — вони загороджують їх піаніно. Джеймс дістає рушницю й готовий стріляти по незнайомцям. Вони ховаються в комірчині й очікують на вбивцю. Тим часом до будинку прибуває друг Джеймса, що вирішив забрати свого товариша раніше. Він заходить у будинок і крокує на пошуках Джеймса. Почувши, що хтось наближається, Джеймс стріляє в нього й не одразу розуміє, що це його найкращий друг.
Зрештою, Джеймс вирішує бігти в сарай навпроти будинку, де мало залишитися старе радіо, за допомогою якого можна зв'язатися з поліцією. Він повзе туди, та його зустрічають незнайомці. Крістен поспішає до радіо самотужки, та апарат ламає жінка в масці.
Повернувшись у будинок, Крістен намагається заховатися від убивць. На її очах по кімнаті крокує чоловік у масці, пізніше заходить жінка. Вони не намагаються зашкодити дівчині. Пізніше вони прив'язують до стільців Крістен і Джеймса й повідомляють, що вб'ють їх тільки тому, що пара була вдома. Першим на очах у Крістен вбивають Джеймса.
Вранці до будинку на велосипедах під'їжджають два хлопці мормони. Вони зустрічають автомобіль із двома жінками й чоловіком. Далі хлопці бачать розбиту машину біля будинку, заходять до приміщення, в якому в коридорі лежить труп Джеймсового товариша, а сам хлопець разом із коханою лежить на підлозі в іншій кімнаті. Фільм закінчується криком Крістен.

## У ролях
- Лів Тайлер — Крістен МакКей
- Скотт Спідман — Джеймс Гойт
- Джемма Вард — незнайомка в масці ляльки
- Кіп Вікс — незнайомець в масці
- Лаура Марголіс — третя незнайомка
- Глен Говертон — Майк (товариш Джеймса)
- Алекс Фішер і Пітер Клейтон-Люс — хлопці-мормони

## Кінокритика
На сайті Rotten Tomatoes кінофільм отримав рейтинг у 44 % (64 схвальних відгуків і 81 не схвальних). На сайті Metacritic «Незнайомці» здобув оцінку в 47 із 100 балів.